# Kinderland (Comic)
Kinderland ist ein Comic des deutschen Zeichners Mawil, der sich mit dem Leben von Kindern und Jugendlichen in der DDR 1989 in Berlin auseinandersetzt. Das fast 300 Seiten umfassende Werk erschien 2014 bei Reprodukt. Es ist nach dem gleichnamigen Stück von Gerhard Schöne benannt.

## Handlung
Mirco Watzke geht in die siebte Klasse der POS „Tamara Bunke“. Er ist fleißig in der Schule, nur im Sport nicht besonders gut. Tischtennis jedoch spielt er gern und besser als die meisten anderen. Mirco ist bemüht, sowohl als Jungpionier, als Ministrant und als Bruder seiner kleinen Schwester seinen Pflichten nachzukommen. Nachdem er Dominik Boltenhagen, einen älteren Schüler, der einen Tischtennisball verbrannt hat, bei der Pionierleiterin der Klasse verrät, hat Mirco Angst vor der Rache der älteren Schüler und davor, dass die anderen ihn für einen Angsthasen und Denunzianten halten.
Als mit Torsten Maslowski ein neuer Schüler in Mircos Parallelklasse versetzt wird, freunden sich die beiden an. Doch Mirco ist sich nicht sicher, was er von seinem neuen Freund halten soll, der wegen seines Betragens von einer anderen Schule strafversetzt wurde. Andere Schüler sind misstrauisch, weil Torsten als Einziger kein Jungpionier ist. Torsten selbst ist verbittert – seine Mutter erzieht ihn allein, seit sein Vater nach Westberlin geflohen ist. Jedoch bewundert Mirco auch, dass Torsten Stärke zeigen und sich gegenüber anderen durchsetzen kann. Zwar stiftet Torsten ihn doch zu einigem Unsinn an, aber Mirco kann ihn für Tischtennis begeistern und so in die Gruppe der Freunde integrieren. Nach einer weiteren Konfrontation komm es schließlich auf dem Schulhof zu einem Tischtennisspiel zwischen Mirco und Torsten sowie Dominik und dessen Kumpel. Das Spiel steigert sich immer weiter und gipfelt in einer Schlägerei, die von den Lehrern beendet wird. Mirco bekommt wie die anderen eine 4 in Betragen in sein Heft. Um ihm zu helfen, fälscht Torsten die Unterschrift von Mircos Eltern darunter.
Zum Geburtstag der Pionierorganisation will Mircos Klasse ein Tischtennisturnier ausrichten. Gegen den Widerstand der Pionierleiterin gelingt es schließlich, dass Mirco das Turnier organisieren darf. Als Mircos Eltern jedoch herausfinden, dass die Unterschrift unter der Betragensnote gefälscht ist, bekommt er Hausarrest und darf nicht zum Turnier. Am 10. November, dem Tag des Turniers, beschließt er jedoch, einfach dennoch in der Schule zu bleiben und dabei zu sein. Dann erscheinen plötzlich seine Eltern, da die Grenze geöffnet wurde, und nehmen ihn mit zum Besuch in Westberlin. Dort kauft er eine Tischtenniskelle. Als er wieder zurück ist und Torsten besucht, streiten sie sich zunächst, da Torsten Mircos Fahrt in den Westen als Wortbruch sieht. Beide beschließen jedoch, Blutsbrüder zu werden, wobei sich Torsten mit seinem Messer am Arm verletzt. Torstens Vater, der zurückgekehrt ist, fährt dessen Mutter und beide Jungen zum Krankenhaus.

## Rezeption
Der Comic gewann den Max-und-Moritz-Preis 2014 in der Kategorie „Bester deutschsprachiger Comic“. Die Laudation beschreibt eine „mit dynamischen Bildfolgen, einem perfekten Gespür für Pointen und geschickt angelegten Charakteren erzählte Coming-of-Age-Geschichte“. Die Selbstfindung der Hauptfigur werde dabei zur „Metapher für die Befreiung der Ostdeutschen aus der SED-Vormundschaft“. Die „trotz ihres locker wirkenden Funny-Stils in die Tiefe gehende Geschichte“ sei mitreißend erzählt, allgemeingültig, witzig und lasse den Repressionsstaat nur gelegentlich aufscheinen. Hauptthema seien die Träume und Freundschaften der jungen Protagonisten.